# Salvatore Siena
Salvatore Siena (Siracusa, 1955) è un medico italiano.
Professore Ordinario di Oncologia Medica presso l'Università degli Studi di Milano (La Statale), e Direttore della Scuola di Specializzazione in Oncologia Medica, è anche Direttore del Niguarda Cancer Center e del Dipartimento di Ematologia, Oncologia e Medicina Molecolare presso l'Ospedale Niguarda Ca' Granda di Milano, Italia. Inoltre, è Capo della Divisione Falck di Oncologia Medica presso la stessa istituzione. Nel terzo settore è attivo come Presidente della Fondazione Oncologia Niguarda ETS.

## Biografia
Salvatore Siena dal 1970 al 1973 ha frequentato il liceo classico come allievo della Scuola Navale Militare Francesco Morosini di Venezia, un’esperienza che ha definito le basi del suo senso della disciplina e del servizio civico. 
Ha successivamente conseguito la laurea in Medicina e Chirurgia presso l'Università degli Studi di Pavia e ha proseguito la formazione post-dottorato presso l'Ospedale San Matteo di Pavia, il Memorial Sloan-Kettering Cancer Center di New York e il Fred Hutchinson Cancer Center di Seattle.
Dal 1984 al 1997, ha ricoperto posizioni di ruolo presso l'Istituto Nazionale Tumori di Milano, per poi trasferirsi all'Istituto Clinico Humanitas dal 1997 al 1998. Dal 1999, è medico oncologo del Grande Ospedale Metropolitano Niguarda, noto anche come Ospedale Niguarda a Milano, Italia, e dal 2015 anche professore ordinario di Oncologia Medica dell'Università degli Studi di Milano (La Statale).   
Si è specializzato nella cura dei pazienti e nello sviluppo di terapie innovative per il cancro. La sua ricerca si concentra principalmente su studi clinici di fase I-II mirati ai tumori epiteliali, in particolare a quelli dei sistemi digerente e respiratorio. Questo lavoro è stato documentato in 453 pubblicazioni e 67.418 citazioni.
La sua ricerca è finanziata da sovvenzioni competitive da parte di organizzazioni tra cui la Comunità Europea, la Fondazione AIRC (Associazione Italiana per la Ricerca sul Cancro), la Fondazione Oncologia Niguarda, il Ministero della Salute e la Fondazione Regionale per la Ricerca Biomedica (FRRB) della Regione Lombardia.

### Contributi chiave alla pratica clinica
- Ha introdotto con Alessandro Massimo Gianni e Marco Bregni la mobilizzazione e il trapianto di cellule staminali ematiche[11][12], ideando il concetto di dose ottimale di cellule CD34+/kg di peso corporeo[13] e proponendo per la prima volta le cellule CD34+ mobilizzate nel sangue periferico come bersaglio di terapia genica[14][15].
- Ha identificato con Alberto Bardelli il ruolo delle mutazioni di RAS e BRAF nelle terapie mirate all'EGFR per il carcinoma colon-rettale metastatico[16].
- Ha sviluppato trattamenti per il cancro colon-rettale e altre neoplasie mirati a modificazioni azionabili in EGFR[17][18], HER2[19], BRAF[20], ROS1[21], NTRK[21], and RET[22], MET[23][24], ALK[21][25].
- Ha introdotto la biopsia liquida per guidare trattamenti personalizzati del cancro colon-rettale[26][27][28][29].
- Ha studiato strategie per sensibilizzare i tumori colon-rettali all'immunoterapia[30][31].

Nel 2024, i risultati del trial NO-CUT, di cui è il principale investigatore valutando la gestione non-chirurgica del cancro rettale localmente avanzato, sono stati presentati al Simposio Presidenziale, "Eyes to the Future", durante il Congresso ESMO 2024 suscitando grande interesse  per l'impatto sulla pratica clinica.

## Riconoscimenti e premi
Dal 2015, Thomson Reuters/Clarivate Analytics ha riconosciuto Siena come una delle Menti Scientifiche più Influenti al Mondo e un Ricercatore Altamente Citato. È membro di comitati tecnici scientifici di diverse organizzazioni di biotecnologie mediche.
Nel 2020, ha ricevuto il Premio AIRC Guido Venosta, conferito da Sergio Mattarella, Presidente della Repubblica Italiana, per il suo contributo nel superare il divario tra ricerca preclinica e terapia, portando a progressi nelle tecniche diagnostiche e negli approcci terapeutici per il cancro colon-rettale.